# Mary Gordon Calder
Mary Gordon Calder (1906-1992) fue una paleobotánica escocesa. Es conocida por su trabajo en las plantas fósiles del Carbonífero y las coníferas del Jurásico.

## Primeros años
Era aborigen de Uddingston, South Lanarkshire, Escocia de William Calder, un gerente general de un almacén. Contrajo poliomielitis cuando era niña, por lo cual llevó aparatos ortopédicos por el resto de su vida.

## Vida en Glasgow
Calder estaba interesada en las ciencias biológicas y químicas, y en la edad de 18 años, entró en la Universidad de Glasgow para estudiar botánica. Su madre, una botánico aficionada supuestamente apasionada, puede haber influido en ella en esto. Se graduó en 1929 con honores y pasó a trabajar como investigadora en Glasgow. Primero persiguió su doctorado bajo la dirección de James Montague Frank Drummond (no confundirse con el botánico australiano James Drummond ), que entonces era Regius Profesor de Botánica en la Universidad de Glasgow.
Su primer trabajo fue sobre los tomates, una elección influenciada por Drummond. Sin embargo, nunca fue publicado, ya que Drummond fue sustituido como Regius Profesor de Botánica por John Walton en 1930. Walton, un paleobotánico reconocido internacionalmente, la animó en el estudio de las plantas fósiles, un campo en que Calder estaba muy interesada. Ella abandonó su trabajo anterior en los tomates y comenzó a trabajar en un catálogo de la gran colección de bolas de carbón se lleva el paleobotánico escocés Robert Kidston. Publicó su primer artículo sobre los árboles de Carbonífero Lepidodendron (clase Isoetopsida de división Lycopodiophyta ) y recibió su doctorado en 1933.
Calder siguió trabajando en Glasgow y publicó varios trabajos sobre más licopodios del Carbonífero en 1933 para 1934. En 1935, publicó un documento sobre Pteridospermatophytas petrificados (helechos con semilla), utilizando las revolucionarias técnicas de pelado de celulosa desarrollados por Walton en 1928. A diferencia de las técnicas anteriores que utilizan secciones delgadas de roca, el método de la cáscara de celulosa permitió más detalles de los fósiles que se conservan. También se convirtió en profesor en Glasgow en 1936, lo que le permite perseguir sus propios estudios.
En 1938, trabajó en la fanerógama Calymmatotheca kidstonii y Samaropsis scotica , tanto desde el Tournaisiense edad (345,3 a 359,2 millones de años atrás) del Carbonífero Inferior ( Misisípico ). Las dos especies se estudiaron más tarde aún más detalladamente por Albert G. Long en 1959 y corrigió a Genomosperma kidstonii y Lyrasperma scotica. Ellas llegaron a ser importantes como una de las plantas con semillas conocidas más antiguas descubiertas con fosilizados óvulos, proporcionando un importante primer indicio en la evolución de la reproducción en las plantas de semilla.

## Vida en Londres y Mánchester
En 1940, se trasladó a Londres y trabajó como profesora en Westfield College (entonces solo admitía mujeres). Después de la guerra, fue nombrada como catedrática de paleobotánica en la Universidad de Mánchester en 1950. Así sucedió al botánico británico William Henry Lang en su puesto. Publicó un artículo más en 1953 sobre Araucaria mirabilis, Araucarites sanctaecrucis, y Pararaucaria patagonica; los cuales eran coníferas de araucarias de los bosques petrificados del Jurásico medio en Argentina. Ya no publicó más papeles durante su mandato, posiblemente debido a una dificultad en la adaptación a la vida en Mánchester.
Salió de la Universidad de Mánchester en 1964 y se retiró oficialmente en 1966 a la ciudad de Milngavie en Escocia, cerca de Glasgow, donde murió en 1992.

## Legado
Dejó un legado importante a la Universidad de Glasgow. Los fondos se utilizaron para mejorar las instalaciones del Instituto de Ciencias Biomédicas y de la Vida de la Universidad. Una placa en su memoria se encuentra en el Edificio Joseph Black.
- La abreviatura «M.G.Calder» se emplea para indicar a Mary Gordon Calder como autoridad en la descripción y clasificación científica de los vegetales.[6]